# Клузиевые
Клузиевые (лат. Clusiaceae), или Гуммигутовые (Guttiferae) — семейство двудольных растений, входящее в порядок Мальпигиецветные, включающее в себя около 50 родов и 1200 видов. Большинство из них деревья и кустарники, но есть и травянистые растения. Растения, принадлежащие к этому семейству, растут как в тропических, так и в умеренных областях.
Характерной чертой деревьев и кустарников этого семейства является наличие в их вегетативных органах вместилищ в виде каналов, реже полостей, содержащих белый, жёлтый или зеленоватый смолистый сок.
Ряд родов в системе классификации APG III выделены в отдельные семейства: Боннетовые (Bonnetiaceae), Зверобойные (Hypericaceae) и Калофилловые (Calophyllaceae).
Древнейшие представители семейства найдены в позднем мелу Северной Америки.

## Таксономия
Семейство Клузиевые включает 19 родов:
- Agasthiyamalaia S.Rajkumar & Janarth.
- Allanblackia Oliv. ex Benth. & Hook.f. — Алланблакия
- Chrysochlamys Poepp.
- Clusia L. — Клузия
- Decaphalangium Melch.
- Dystovomita (Engl.) D’Arcy
- Garcinia L. — Гарциния
- Havetiopsis Planch. & Triana
- Lorostemon Ducke — Лоростемон
- Montrouziera Pancher ex Planch. & Triana — Монтроузьера
- Moronobea Aubl. — Моронобея
- Pentadesma Sabine — Пентадесма
- Platonia Mart. — Платония
- Quapoya Aubl.
- Symphonia L.f. — Симфония
- Thysanostemon Maguire
- Tovomita Aubl. — Товомита
- Tovomitidium Ducke
- Tovomitopsis Planch. & Lindl.